# الحليلة (بني مطر)

تعديل مصدري - تعديل

الحليلة هي إحدى قرى عزلة البروية بمديرية بني مطر التابعة لمحافظة صنعاء، بلغ تعداد سكانها 453 نسمة حسب تعداد اليمن لعام 2004.